# Karel Rudolph Gallas
Karel Rudolph Gallas (Amsterdam, 17 april 1868 - 5 mei 1956) was een Nederlands lexicograaf, hoogleraar Frans aan de Universiteit van Amsterdam, vooral bekend van zijn Franse woordenboeken.

## Levensloop
Na de H.B.S. te hebben doorlopen is Gallas Frans gaan studeren, een studie die hij in 1895 afsloot met het behalen van de MO-B akte. Daarna werd hij leraar aan het gymnasium te Kampen, vervolgens aan de Cadettenschool te Alkmaar en als laatste aan de Derde HBS te Amsterdam. Toen de hoogleraar Frans aan de Universiteit van Amsterdam, Gustave Cohen, ten tijde van de Eerste Wereldoorlog in het Franse leger moest dienen, heeft Gallas hem als tijdelijk lector vervangen (januari 1915 - juli 1917). Van september 1918 tot 28 juli 1920 was hij privaat-docent Frans aan diezelfde universiteit; aansluitend werd hij lector; op 9 april 1930 werd hij benoemd tot buitengewoon hoogleraar, een aanstelling die op 16 december 1936, een jaar voor zijn emeritaat, werd omgezet in een gewoon hoogleraarschap.
In 1916 was Gallas als redactie-secretaris betrokken bij de oprichting van het tijdschrift Neophilologus, een tijdschrift waarin hij veel artikelen publiceerde. Onder zijn promovendi bevonden zich onder andere de echtgenote van Eddy du Perron Elisabeth de Roos (1931: Het essayistisch werk van Jacques Rivière) en Sybrandi Braak (1923: André Gide et l'âme moderne).
Zijn grootste bekendheid in Nederland dankt Gallas echter aan zijn woordenboeken. In 1904 (Eerste deel: Fransch-Nederlandsch) en 1907 (Tweede Deel: Nederlandsch-Fransch) publiceerde hij de eerste druk. Een tweede en derde druk volgden, maar Gallas' uitgeverij (J.F. van Druten uit Sneek) werd overgenomen door J.B. Wolters, die al een ander Frans woordenboek in zijn fonds had, nl. dat van C.R.C. Herckenrath. Er verscheen nu een, waarschijnlijk door de uitgever opgelegd 'gecombineerd' woordenboek Gallas-Herckenrath (1930), maar deze 'samenwerking' bleek van korte duur, want hierna gingen beider wegen weer uiteen. Gallas publiceerde een (veel uitgebreider) Nieuw Fransch-Nederlandsch, Nederlandsch-Fransch Woordenboek (FN 1936; NF 1939), een  werk dat verscheen bij uitgeverij W.J. Thieme. In zijn voorwoord noemt hij de verschillende woordenboeken die hij gebruikt heeft, maar de naam Herckenrath valt niet. Verder vindt men hier een getuigenis van zijn levenwerk: Zooals het nu is vertegenwoordigt het veertig jaar van zoeken, afwegen en pogen om door te dringen in het wezen en de taal van twee volken (...) Veel was ik verschuldigd aan allen, die in de voorrede van het tweede deel zijn vermeld. Maar het is toch een boek van mij, van eigen werk, van veertig levensjaren (...) Een woordenboek is een obsessie. Het is ook een afstanddoen van veel ander werk van zuiver wetenschappelijken aard.
Gallas was Vicevoorzitter van het Nederlandsch Comité van Kunstenaars en Intellectuelen ter bestrijding van de terreur in Duitschland en Ridder in de Orde van de Nederlandse Leeuw.

## In boekvorm verschenen publicaties
- 1898: Mémoires pour servir à l'histoire des assurances sur la vie et des rentes viagères aux Pays-Bas. Dit boek, uitgegeven door de Algemeene Maatschappij van Levensverzekering en Lijfrente, was een cadeau voor alle deelnemers van het tweede internationale congres van verzekeringswiskundigen. De Nederlandse teksten waren door Gallas vertaald in het Frans.
- 1900: Choix de fables de Jean de La Fontaine (schooluitgave verzorgd door Gallas samen met J.L.P.M.van Dijck).
- 1904-1907: Fransch woordenboek in twee delen: Fransch-Nederlandsch (1904) en Nederlandsch-Fransch (1907).
- 1908: René Bazin Une tache d'encre (schooluitgave verzorgd door Gallas).
- 1909: Choix de poésies françaises. Tome I. Du XVe siècle a Verlaine.
- 1910: Racine. Britannicus. Tragédie en cinq actes. (schooluitgave verzorgd door Gallas).
- 1911: Molière. Les femmes savantes. Comédie en cinq actes en vers. (schooluitgave verzorgd door Gallas).
- 1913: Samen met J.B. Tielrooy: Fransch schoolwoordenboek ten gebruike aan gymnasia, hoogere burgerscholen, handelsscholen enz. Dit is een beknopte editie van Gallas' eerdere Franse woordenboek.
- 1918: Quelques observations sur la littérature française à partir de 1880. Leçon d'ouverture faite le 22 Avril 1918. Rede uitgesproken bij de aanvaarding van het privaat-docentschap aan de universiteit van Amsterdam.
- 1920: Racine. Andromaque. Tragédie en cinq actes. (schooluitgave verzorgd door Gallas).
- 1930: Rhytmisch proza in de moderne fransche letterkunde. Inaugurale rede bij zijn aantrede als hoogleraar in Amsterdam.
- 1930: Samen met C.R.C. Herckenrath: Fransch Woordenboek.
- 1936: Nieuw Fransch-Nederlandsch en Nederlandsch-Fransch Woordenboek.
- 1926?: Choix de poésies françaises. Tome II. Poètes modernes. (De tweede editie is van 1943)